# Samuel Hahnemann
Samuel Friedrich Christian Hahnemann (født 10. april 1755, død 2. juli 1843) var en tysk læge, filosof og farmaceut, der grundlagde homøopatien. 

## Lægegerning og første eksperimenter
Han praktiserede først en årrække som læge, men blev mere og mere desillusioneret over sin profession, da han mente, at lægerne ofte kun gjorde patienterne mere syge. I en periode arbejdede han som oversætter af medicinske værker (han kunne som 12-årig syv sprog), og stødte i 1790 på en artikel af en skotsk læge, der beskrev, hvordan kinin kunne kurere malaria. Da Hahnemann selv var en moderne læge med fingeren på pulsen, ville han vide, hvordan denne kinin (pulveret fra et kinatræ), kunne kurere malaria. Han anskaffede sig kinin, og da han ikke vidste, hvordan han ellers skulle afprøve præparatets virkning, tog han det selv. Han havde ikke malaria, men  få minutter efter indtagelsen af kininpulveret, fik han det som om han havde malaria, både fysisk, følelsesmæssigt og mentalt. Få timer efter forsøget var symptomerne væk, og han var atter sig selv. Han indtog kinin gentagne gange, og hver gang fik han på få minutter det samlede symptombillede af malaria. Deraf - og efter at have prøvet kinin af i forskellige fortyndinger både på sig selv, sine mange børn og frivillige studerende fra Leipzig Universitet, hvor han var professor, formulerede Hahnemann en tese: similia similibus curentur (med lige skal lige kureres). 

## Grundlæggelse af homøopatien
Hahnemann gik derefter i gang med at tage andre substanser fra naturen, både plantebaserede og mineraler, og fortynde dem mere og mere, så der ingen bivirkninger var ved indtagelse og derpå afprøve dem, dels på egen krop, dels på frivillige, raske, intelligente mennesker, som var i stand til at rapportere tilbage nøjagtig, hvordan de fik det, når de indtog det pågældende middel.
Derved blev homøopatien grundlagt: Homeos er græsk for lignende og pathos for lidelse, i modsætning til allopati ( allos = samme og pathos = lidelse, altså at man behandler med noget, der går imod lidelsen, som konventionel medicin gør.)  
I Leipzig var der i de år en epidemi med tyfus, hvor det er dokumenteret, at Hahnemann behandlede 180 patienter, hvoraf de 178 overlevede ved hjælp af homøopatisk behandling, mens overlevelsesprocenten blandt de almindelige lægers patienter lå på 20-30%. 
Hahnemann begyndte at blive en torn i øjet på såvel lægestanden som apotekerne, dels fordi han fremstillede sin egen medicin, og dels fordi hans behandlingsresultater var mere succesrige end lægernes. Han blev jagtet ud af by efter by, en gang gik det så voldeligt til, at hans families hestevogn væltede og hans nyfødte barn blev dræbt. Alligevel fortsatte Hahnemann utrætteligt, skrev mange tusinde siders rapporter om sine erfaringer, skrev en brugsanvisning til sine behandlingsmetoder kaldet "Organon", der udkom i 6. udgaver og blev redigeret hver gang, han fik nye kliniske erfaringer. Den nok bedste udgave af "Organon" i disse år er en engelsk udgave, redigeret og kommenteret af Wenda Brewster.
I "Organon" beskriver Hahnemann en klar metodik, en homøopatisk filosofi, fremstillingsmetode og prøvningsmetode, og dækker derved alle betingelser for at kalde sin behandlingsmetode en videnskab.  

## Sidste leveår
Da enkemanden Hahnemann var midt i 70'erne, opsøgte en ung parisisk kunstnerinde ham i Tyskland for at få sit lungeonde kureret. Han kurerede den 32-årige Melanie , og den gamle læge og den unge digter blev forelsket. De sidste to år af hans liv levede parret i Paris, hvor Hahnemann blev læge for berømte intellektuelle og kunstnere, og på Paris' berømte kirkegård Pére Lachaise er der rejst et kæmpe monument ved Hahnemanns grav.  

## Mindesmærke
Der er rejst en statue af Hahnemann i Leipzig  og i Washington DC. 